# 조지 댄치그
조지 버나드 댄치그(영어: George Bernard Dantzig, 1914년 11월 8일 ~ 2005년 5월 13일)는 미국의 수학자로, 선형 계획법의 정립에 큰 기여를 하여, 흔히 "선형 계획법의 아버지"로 부른다. 댄치그가 고안한 단체법은 선형 계획법을 푸는 방법으로 널리 쓰이고 있다.

## 일화
댄치그에 관하여 재미있는 일화가 전해지고 있다. 댄치그가 버클리 대학교에서 박사학위 과정 중에 있을 당시, 한 통계학 과목을 수강하고 있을 때다. 그 과목의 담당교수는 종종 숙제 문제를 칠판 한 켠에 적어놓곤 했었는데, 하루는 댄치그가 수업시간에 늦어서, 앞 부분의 강의 내용을 잘 듣지 못한 채, 칠판 한 켠에 적혀있는 숙제 문제를 노트에 옮겨 적고는 집으로 돌아갔다. 댄치그는 노트에 옮겨온 문제가 평소에 제출되던 숙제 문제들 보다 상당히 어려웠다고 생각했지만, 오랜 시간을 골몰한 끝에, 그 문제를 해결하여 담당 교수에게 제출 한다. 하지만, 그 칠판에 적혀있던 문제는, 숙제 문제가 아니라, 담당 교수가 소개했던, 그 당시 통계학에서 풀리지 않은 상태로 있었던 난제였던 것이다.
이 일화는 영화 《굿 윌 헌팅》에 영감을 주었다는 추측도 있으나, 확인된 바는 없다. 위의 일화는 치그의 인터뷰를 통해 알려진 바 있다.

## 같이 보기
- 배낭 문제
- 외판원 문제